# Сифуэнте, Джон
Джон Хайро Сифуэнте Вергара (исп. Jhon Jairo Cifuente Vergara; родился 23 июля 1992 года в Эсмеральдасе, Эквадор) — эквадорский футболист, нападающий клуба «Дельфин» и сборной Эквадора.

## Клубная карьера
Сифуэнте начал карьеру в клубе «Хувентуд Минера» в третьем дивизионе. За три года он забил 42 мяча в 43 матчах. В 2015 году Джон перешёл в «Макару» из второго дивизиона, где также много забивал. Летом 2016 года Сифуэнте перешёл в «Универсидад Католика» из Кито. 6 августа в матче против «Эмелека» он дебютировал в эквадорской Серии A. 15 октября в поединке против «Машук Руна» Джон сделал «покер», забив свои первые голы за «Универсидад Католика». В 2017 году в матчах Южноамериканского кубка против боливийского «Петролеро» и бразильского «Флуминенсе» он забил пять мячей и вместе с Фелипе Визеу и Луисом Родригесом стал лучшим бомбардиром турнира.

## Международная карьера
9 июня 2017 года в товарищеском матче против сборной Венесуэлы Сифуэнте дебютировал за сборную Эквадора, заменив во втором тайме Эннера Валенсию. 14 июня в поединке против сборной Сальвадора он забил свой первый гол за национальную команду.

### Голы за сборную Эквадора
| #  | Дата           | Место                             | Противник | Счёт | Результат | Соревнование      |
| -- | -------------- | --------------------------------- | --------- | ---- | --------- | ----------------- |
| 1. | 14 июня 2017   | Ред Булл Арена, Гаррисон, США     | Сальвадор | 1:0  | 3:0       | Товарищеский матч |
| 2. | 20 ноября 2018 | Роммель Фернандес, Панама, Панама | Панама    | 1:0  | 2:1       | Товарищеский матч |

## Достижения
Индивидуальные
- Лучший бомбардир Южноамериканского кубка (5 мячей) — 2017